# Rotenburger Werke
Die Rotenburger Werke der Inneren Mission, bis 1996 Rotenburger Anstalten, sind eine Einrichtung für Menschen mit Behinderungen in Rotenburg (Wümme), Niedersachsen, im Bereich der evangelisch-lutherischen Sozialarbeit.
Sie unterhalten „ambulante, teilstationäre sowie stationäre Einrichtungen und Dienste zum Wohnen, für die Bildung und Ausbildung, für die Arbeit und Beschäftigung, für die Begleitung, Förderung, Betreuung und Pflege, für die Diagnostik, Beratung und Therapie von Menschen mit körperlicher, geistiger und seelischer Behinderung“.

## Geschichte
1877 führte der Unfall einer unter Epilepsie leidenden Person zu ersten Überlegungen im Kirchenkreis, Hilfen anzubieten. Ein Jahr später wurde der Verein „zur Pflege Epileptischer“ gegründet und 1880 ein kleines Haus angekauft und durch Superintendent Adolf Kottmeier als Gründer und erster Leiter eingeweiht. 1897 lebten bereits 150 Menschen in der Einrichtung. 1905 kamen die Diakonissen des Mutterhauses Bethesda aus Hamburg nach Rotenburg und übernahmen die Pflege der inzwischen 330 Bewohner. Bis 1930 hieß die Einrichtung „Asyl für Epileptische und Idioten“. Als Anstaltsleiter folgen aufeinander:
1. Adolf Kottmeier (1880–1897)
2. Pastor Niebuhr (1897–1903)
3. Johann Buhrfeind (1903–1942)
4. Wilhelm Unger (1942–1971)
5. Bernhard Isermeyer (1971–1983)
6. Wolfhermann Sprick (1983–1993)
7. Manfred Schwetje (1993–2005)
8. Jutta Wendland-Park (2005–2022)
9. Sabine Ulrich (seit 2022)

Nachdem ab 1930 zunehmend Pflegefälle aufgenommen wurden, änderte sich auch das Anforderungsprofil an die Erzieher. Unter der Leitung des damaligen Pastoren Johannes Buhrfeind wurde ein Ausbildungskonzept für „Irrenpfleger“ entwickelt, das bereits im Jahre 1931 die Elemente „Erblehre und Erbpflege“ (Eugenik), „Körperbau und Charakter“ und „Das Problem der Abkürzung lebensunwerten Lebens“ (NS-Krankenmorde) beinhaltete. Die Anwendung dieser Inhalte in der Zeit vor dem Dritten Reich wurde noch nicht genauer untersucht.

### Zeit des Nationalsozialismus
Ab 1934 wurden 97 Mädchen und Frauen und 238 Jungen und Männer im Krankenhaus des Diakonissen-Mutterhauses zwangssterilisiert, ein 13-jähriges Mädchen und eine erwachsene Frau kamen dabei um.
Von den deportierten Patienten wurden 562 nachweislich später ermordet.
Da sich die Anstaltsleitung geweigert hatte, die Patienten-Fragebogen für die Aktion T4 auszufüllen, traf am 24. April 1941 eine Kommission von vier T4-Gutachtern ein, „um der Anstalt die Arbeit mit den Fragebogen abzunehmen“. Die Rotenburger Anstalten und ihr damaliger Leiter Pastor Buhrfeind leisteten dabei im Kern keinen Widerstand. Nach einem ergreifenden Abschiedsgottesdienst wurden 120 Schwerbehinderte in die Heil- und Pflegeanstalt Weilmünster in Hessen verlegt.
Mit einer besseren finanziellen Ausstattung durch das nationalsozialistische Regime und dem kostengünstigen Einsatz von Zwangsarbeitern der Organisation Todt wuchs der Gebäudebestand in den späteren Jahren des Dritten Reiches. Dies erfolgte bereits unter der Leitung des Schwiegersohns von Pastor Buhrfeind, dem NSDAP-Mitglied Pastor Wilhelm Unger.

#### Mit Namen und Datum bekannte Einzelschicksale
Die siebenjährige Marianne Janecke wurde am 10. Dezember 1941 in die Landesheilanstalt Uchtspringe deportiert und dort ermordet.
Der 13-jährige Eckhard Willumeit wurde am 18. Februar 1942 in der „Kinderfachabteilung“ der Heil- und Pflegeanstalt Lüneburg umgebracht. Sein Gehirn wurde anschließend seziert. Die daraus hervorgegangenen Hirnschnitte wurden 2003 in Lüneburg bestattet.

### Nachkriegszeit
Im Jahr 1949 wurden den Rotenburger Anstalten wieder eine Selbstverwaltung gewährt. die zwischenzeitlich Reservelazarett, Ausweichkrankenhaus und Interniertenlazarett waren. 1966 bis 1970 wurden neue Häuser errichtet und 1972 eine Fachschule für Heilerziehungspflege/Berufsfachschule für Heilerziehungshilfe eingerichtet.
1979 befanden sich in den Rotenburger Anstalten 1273 Patienten und 900 Mitarbeiter.
1995 wurde eine Werkstatt für Behinderte (WfbM) mit angeschlossenem Wohnheim eingerichtet.
Am 17. April 1996 beschloss die Mitgliederversammlung des Vereins eine neue Satzung und einen neuen Namen: „Rotenburger Werke der Inneren Mission“.
2011 wurde ein Kinder- und Jugendhaus in Falkenburg (Ganderkesee) (Landkreis Oldenburg) eröffnet.
2012 wurde ein Wohnhaus auf dem „Hartmannshof“ fünf Kilometer von Rotenburg entfernt – mit Hofcafé, Kleintiergehegen und einem „Mitmach- und Erlebnisgarten“ eingeweiht.

### Misshandlungen
Nach Schätzung des Bundessozialministeriums wurden in der Nachkriegszeit deutschlandweit rund 100.000 Heimkinder misshandelt und haben Gewalt und Medikamentenmissbrauch erlebt, die nach 1949 als Kinder und Jugendliche in stationären Einrichtungen der Behindertenhilfe oder Psychiatrie in Obhut untergebracht waren.
Welche Menschenrechtsverletzungen es mancherorts gab, zeigt eine jüngst veröffentlichte Studie über eine kirchliche Einrichtung der Rotenburger Werke.
Es gibt Berichte über sogenannte „stereotaktischen Hirnoperationen“ und Medikamenten-Versuchsreihen.

## Einrichtung

### Betriebe
Unter dem Dach der Rotenburger Werke finden sich verschiedene Betriebe, die eine Selbstversorgung in ihren Einrichtungen gewährleisten:
- Küche und Bäckerei
- Hauswirtschaft
- Wäscherei
- Tischlerei
- Industriearbeit
- Gärtnerei
- Fahrradwerkstatt
- Produkte der Tagesförderstätte
- Textilzentrum
- Fahrdienst

### Standorte
Die Einrichtungen der Rotenburger Werke bieten stationäre Plätze und ambulante Hilfen in mehreren Orten in Nordniedersachsen:
- Rotenburg
- Unterstedt
- Scheeßel
- Falkenburg
- Visselhövede
- Harsefeld
- Zeven

Die Verwaltung befindet sich in 27356 Rotenburg (Lindenstr. 14).